# Stazione di Desio
La stazione di Desio è una stazione ferroviaria della linea Chiasso-Milano posizionata nel comune di Desio poco distante dalla frazione di San Giorgio
L'impianto è situato in viale alla Stazione, adiacente a via Tagliabue e alla zona industriale di via Filippo da Desio.

## Strutture ed impianti
La stazione dispone di quattro binari:
- due binari di corsa, di cui uno è riservato ai treni in direzione Milano (binario 2), mentre l'altro è adibito al transito e alla sosta dei treni in direzione Saronno o Chiasso (binario 1).
- due di precedenza (binario 3 e 1 Esterna), utilizzati prevalentemente per operazioni di manovra o per effettuare precedenze di circolazione.
Dal Dicembre 2020, la località di servizio è impresenziata da personale RFI, dopo il passaggio della linea in dirigenza centrale operativa.
La stazione è dotata di sottopassaggio, bar, biglietteria nazionale, internazionale di Trenitalia e automatica per il servizio regionale svolto da Trenord.
Dal binario 3 si dirama il raccordo ferroviario che raggiunge diverse aziende della zona industriale di Desio.

## Movimento
L'impianto è servito dai convogli delle linee S9 (Saronno–Milano–Albairate) e S11 (Chiasso–Milano Porta Garibaldi) del servizio ferroviario suburbano di Milano. Con frequenza di circa ogni 15 minuti

## Interscambi
La stazione è servita dalle autolinee gestite dalle società Brianza Trasporti e SPT di Como.
Fra il 1910 e il 1952 era inoltre presente una fermata della tranvia Monza–Meda–Cantù.

## Servizi
La stazione dispone di:
- Biglietteria a sportello
- Biglietteria automatica